# 인세초등학교
인세초등학교는 대한민국 충청남도 부여군에 있었던 공립 초등학교이다.

## 학교 연혁
- 1944년 4월 1일: 세도국민학교 군문분교 인가
- 1951년 9월 1일: 인세국민학교 승격, 개교
- 2018년 2월 28일: 폐교 및 세도초등학교와 통합[2]

## 참고 자료
- 인세초등학교 - 한국교육학술정보원 학교알리미